# Lederkorallen
Die Einteilung der Lebewesen in Systematiken ist kontinuierlicher Gegenstand der Forschung. So existieren neben- und nacheinander verschiedene systematische Klassifikationen. 
Das hier behandelte Taxon ist durch neue Forschungen obsolet geworden oder ist aus anderen Gründen nicht Teil der in der deutschsprachigen Wikipedia dargestellten Systematik.
Als Lederkorallen werden Korallen aus der Unterklasse der Achtstrahligen Korallen (Octocorallia) bezeichnet, die über eine besonders derbe, lederartige Außenhaut verfügen. Die Arten sind Tierkolonien, die aus vielen Einzelpolypen bestehen. Ursprünglich wurden alle Lederkorallen einer Familie zugeordnet, die Alcyoniidae, die sich jedoch als eine nicht monophyletische Gruppe erwiesen hat. Seit einer 2022 veröffentlichten Revision der Systematik der Octocorallia gehören zu den Alcyoniidae nur noch sieben Gattungen, die in tieferen Regionen der gemäßigt temperierten und kalten Meere der nördlichen und südlichen Erdhalbkugel vorkommen. Andere Gattungen der Lederkorallen wurden in die Familien der Acrophytidae, Cladiellidae, Sarcophytidae oder Sinulariidae u. a. gestellt.

## Merkmale
Lederkorallen wachsen verzweigt, baumförmig, lappig, krustig oder fingerförmig. Der Einzelpolyp hat wie alle Tiere aus der Unterklasse (Alcyonaria) acht gefiederte Fangarme, auch der Gastralraum wird durch acht Längswände (Mesenterien) in acht Kammern geteilt. Bei vielen Arten verfügen die Kolonien auch noch über zurückgebildete Schlauchpolypen (Siphonozoide) deren Aufgabe es ist, Wasser in den Körper der Kolonie zu pumpen oder abzulassen. Die Lederkorallen können sich dadurch strecken und stabilisieren.
Im Gegensatz zu den Steinkorallen (Scleractinia) aus der Unterklasse Hexacorallia besitzen Lederkorallen kein festes Kalkskelett, sondern haben meistens als Festigungselemente kleine Kalknadeln (Sklerite) im Körper.
Lederkorallen leben in einer Endosymbiose mit einzelligen, symbiotischen Algen (Zooxanthellen).
Sie sind überwiegend von brauner, gelber oder grünlicher Farbe.

## Verbreitung
Lederkorallen kommen im Indopazifik vor, die meisten Arten leben in Innenriffen im warmen Flachwasser. Sie vertragen die Temperaturschwankungen, Änderungen des Salzgehalts und des pH-Werts, die es hier durch die Ebbe oder Tropengewitter gibt, oft besser als Steinkorallen (Scleractinia).
Nur wenige Arten leben im Kaltwasser oder in der Tiefsee.
Viele Lederkorallenarten können in Meerwasseraquarien gehalten werden und sind für Anfänger leichter zu halten als Steinkorallen. Oft erreichen sie auch hier enorme Größen.

## Gattungen
- Acrophytum Hickson, 1900
- Alcyonium Linnaeus, 1758
- Cladiella Gray, 1869
- Drifa Danielssen, 1886
- Eleutherobia Puetter, 1900
- Litophyton Forskål, 1775
- Lobophytum Marenzeller, 1886
- Lobularia Savigny
- Malacacanthus Thomson, 1910
- Minabea Utinomi, 1957
- Paraminabea Williams & Alderslade, 1999
- Parerythropodium Kuekenthal, 1916
- Sarcophyton Lesson, 1834
- Sinularia May, 1898
- Stereonephthya
- Umbellulifera Thomson & Dean, 1931
- Verseveldtia Williams, 1990